# 三間川
三間川
- 小糸川水系の二級河川（さんげんがわ）。三間川 (千葉県)を参照。
- 斐伊川水系の一級河川。
- 四万十川水系の一級河川（みまがわ）。本稿で述べる。
- 筑後川水系の一級河川。

三間川（みまがわ）は、四万十川水系の支流で、愛媛県南西部を流れる一級河川。四万十川支流である広見川の、更に支流に当たる。

## 地理
宇和島市・西予市境を成す歯長峠南麓に発し、三間盆地を概ね南東流する。鬼北町に入って近永地区市街で北から告森川を、市街を過ぎると南から奈良川を併せ、同町出目付近で広見川に注ぐ。

## 流域の自治体
- 愛媛県

宇和島市、北宇和郡鬼北町

## 主な支流
- 大堀川
- 告森川
- 奈良川

## 並行する交通
- JR四国 予土線
- 愛媛県道31号宇和三間線
- 愛媛県道283号広見吉田線

## 流域の観光地
- 佛木寺 - 四国八十八箇所第42番札所
- 龍光寺 - 四国八十八箇所第41番札所